# 木里蝇子草
木里蝇子草（学名：Silene muliensis）是石竹科蝇子草属的植物，是中国的特有植物。分布于中国大陆的四川等地，生长于海拔2,800米至4,200米的地区，一般生于林缘草地，目前尚未由人工引种栽培。